# سکسکه وینستون

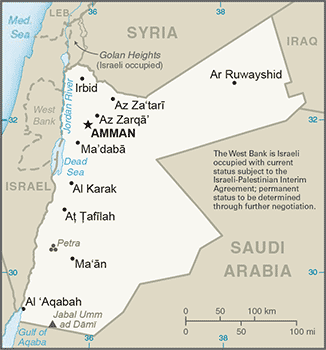
نقشه کشور اردن و همسایگانش. مثلث بزرگی که در عربستان سعودی واقع شده و به سمت دریای مرده جهت دارد به سکسکه وینستون مشهور است.

سکسکه وینستون (انگلیسی: Winston's Hiccup) یا عطسه چرچیل (انگلیسی: Churchill's Sneeze) (Arabic: حازوقة وینستون) به شکستگی در مرز شرقی کشور اردن (مرز غربی عربستان سعودی) اشاره دارد که به این مرز شکلی زیگزاگ‌مانند می‌دهد. گفته می‌شود در سال ۱۹۲۱ وینستون چرچیل، که در آن زمان وزیر مستعمرات امپراتوری بریتانیا بود، پس از مصرف نوشیدنی‌های الکلی این مرز را کشید. از چرچیل نقل شده که مرز بین اردن و عربستان سعودی را «با یک حرکت قلم، در یک عصر یک‌شنبه در قاهره» کشیده است. برخی پژوهش‌گران صحت تاریخی این داستان را زیر سؤال برده‌اند.